# Graïba (delegación)
Graïba es una delegación de la gobernación de Sfax en Túnez. En abril de 2014 tenía una población censada de 15 776 habitantes.
Se encuentra ubicada al este del país, junto al litoral norte del golfo de Gabés (mar Mediterráneo).